# HTC Touch Diamond
Le Touch Diamond est un smartphone annoncé par HTC le 6 mai 2008. L'appareil combine les usages d’un téléphone mobile, d'un terminal internet mobile, d’un assistant personnel, d’un baladeur numérique et d'un GPS Piéton.
Parmi les fonctionnalités, on retrouve une interface constituée d'un écran tactile, remplaçant les boutons ou claviers traditionnels, des détecteurs de lumière et de proximité pour optimiser la batterie de l'appareil, un écran large dont le visionnement en mode paysage est automatiquement détecté via un accéléromètre lorsque l'utilisateur fait pivoter le mobile. Il utilise également une nouvelle sur-couche pour le Windows Mobile 6.1 nommée TouchFlo3D censée améliorer l'utilisation en mode tactile de l'appareil afin de délaisser le stylet, tout de même inclus dans l'appareil.

## Attentes commerciales
HTC a très clairement annoncé sa volonté d'atteindre le cap des 4 millions de terminaux vendus

## Assistant personnel
- Navigateur Opera pour Windows Mobile.
- Réception des Emails
- Carnet d'adresses
- Système d'exploitation multitâche Windows Mobile 6.1
- Suite bureautique Office mobile (Word, Excel, visionneuse PowerPoint)

## Manques fonctionnels
Le Touch Diamond a été critiqué pour sa batterie trop faible, l'absence de prise jack et d'un slot mémoire supplémentaire permettant à l'utilisateur d'ajouter des cartes mémoires au format SD.

## Les possibilités de personnalisation
Utilisant Windows Mobile 6.1, il est possible de personnaliser l'interface utilisateur (modification du fond d'écran, des icônes, etc.) et d'installer de logiciels tierces (Jeux, utilitaires, améliorations logiciels, etc.).